# Demadana resonabilis
Demadana resonabilis är en insektsart som först beskrevs av Melichar 1951.  Demadana resonabilis ingår i släktet Demadana och familjen dvärgstritar. Inga underarter finns listade i Catalogue of Life.